# Johannisstraße (Trier)
Die Johannisstraße ist eine Straße in der Trierer Innenstadt. Sie beginnt in unmittelbarer Nähe zum Viehmarktplatz an einer Kreuzung, an der ebenfalls Stresemannstraße, Fleischstraße, Metzelstraße und Brückenstraße ihren Start- bzw. Endpunkt haben und führt weitgehend parallel zur Brückenstraße bis zur Feldstraße.

## Geschichte
Die Johannisstraße ist nach dem Johanniter-Tor, das zu einer Johannes dem Täufer gewidmeten Kapelle im Umfeld des Mutterhauses der Borromäerinnen führte, benannt. Der Name ist seit dem 13. Jahrhundert als sent jehansensgasse belegt.

## Kulturdenkmäler und bemerkenswerte Gebäude
An der Straße stehen einige bedeutende Kulturdenkmäler aus dem 18. Jahrhundert. Unter diesen Gebäuden ist insbesondere das Haus Venedig zu erwähnen, dessen Eingang an der benachbarten Brückenstraße liegt und in dem sich heute eine Apotheke befindet.
Gegenüber dem Haus Venedig, an der Ecke Johannisstraße/Metzelstraße, eröffnete 1981 die Friedrich-Ebert-Stiftung das neu gebaute Studienzentrum Karl-Marx-Haus. Dort hatte bis dahin ein 1907 im Jugendstil errichtetes, mehrstöckiges Hotelgebäude (Hotel Anker) überdauert. 2010 übernahm ein privater Besitzer das Gebäude, der es in eine Eigentumswohnungsanlage umwandelte. Dazu wurde das innere und äußere Erscheinungsbild des einstigen Studienzentrums von Grund auf verändert.
Mehrere andere historische Gebäude in der Straße waren im Zweiten Weltkrieg Luftangriffen zum Opfer gefallen. Unter den noch erhaltenen Gebäuden sticht die Hausnummer 1 hervor. Das Haus stammt aus dem Jahr 1828 und ist seinem Grundriss nach und für seine Zeit modern zu nennen. Die fünfachsige, dreigeschossige, schmucklose Fassade mutet dabei zeitlos an. Erwähnenswert ist ebenfalls die Fassade in der Johannisstraße 27.